# Daecheong-dammen
Daecheong-dammen är en dammbyggnad i Sydkorea. Den ligger i den centrala delen av landet, 130 km söder om huvudstaden Seoul. Daecheong-dammen ligger 72 meter över havet.
Terrängen runt Daecheong-dammen är kuperad åt nordost, men åt sydväst är den platt. Runt Daecheong-dammen är det ganska tätbefolkat, med 172 invånare per kvadratkilometer. Närmaste större samhälle är Daejeon, 18,1 km söder om Daecheong-dammen. I omgivningarna runt Daecheong-dammen växer i huvudsak blandskog.